# شهرستان بالارد (کنتاکی)
شهرستان بالارد، کنتاکی (به انگلیسی: Ballard County, Kentucky) یک سکونتگاه مسکونی در ایالات متحده آمریکا است که در کنتاکی واقع شده‌است.